# جزیره نکر (هاوایی)

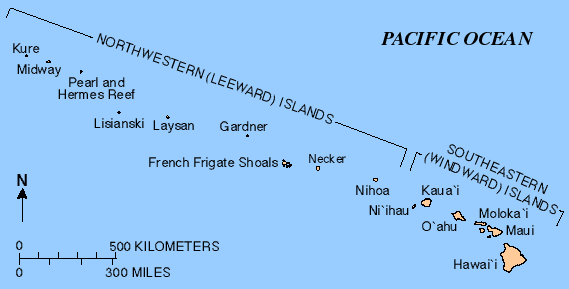
موقعیت جزیره نِکِردر مجمع الجزایر هاوایی

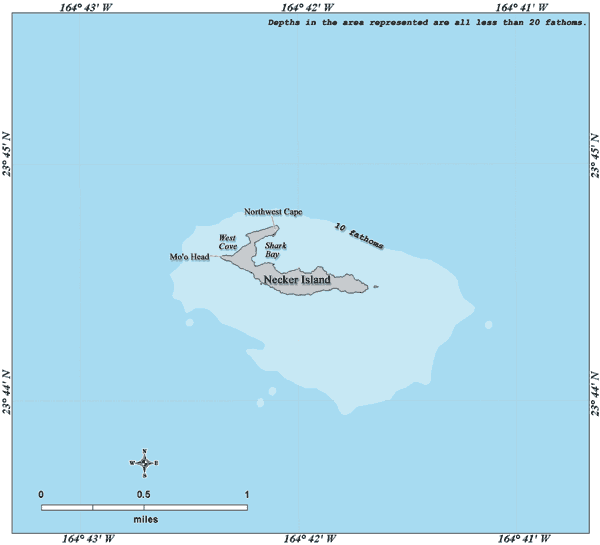
نقشه جزیره نِکِر

جزیره نِکِر (به زبان هاوایی: Mokumanamana)به معنی «جزیره شاخه‌دار» جزیره‌ای کوچک در جزایر شمال غربی هاوایی است. این جزیره در ۲۳°۳۴′۳۰″ شمالی ۱۶۴°۴۲′۰۱″ غربی / ۲۳٫۵۷۵۰۰°شمالی ۱۶۴٫۷۰۰۲۸°غربی اقیانوس آرام، در ۴۳۰ مایل (۳۷۰ مایل دریایی؛ ۶۹۰ کیلومتر) شمال غربی هونولولو، هاوایی، ۱۵۵ مایل (۱۳۵ مایل دریایی؛ ۲۴۹ کیلومتر) شمال غربی نی هوآ واقع شده است. و در فاصله ۸ مایل (۷ مایل دریایی؛ ۱۳ کیلومتر) شمال مدار رأس‌السرطان واقع شده است. این حزیره بخشی از ایالت هاوایی در ایالات متحده است. این مکان شامل مکان‌های باستان‌شناسی مهم ماقبل تاریخ از فرهنگ هاوایی است و بخشی از پناهگاه ملی حیات وحش جزایر هاوایی در یادبود ملی دریایی پاپاهانوموکووآکئا است.
بر اساس گزارش اداره سرشماری ایالات متحده مساحت جزیره نِکِر برابر با۴۵٫۱۹۳ جریب فرنگی (۱۸٫۲۸۹ هکتار) می‌باشد. این جزیره صخره ای با اضلاع شیب دار است و خاک بسیار کمی دارد. بلندترین ارتفاع آن برابر با ۲۷۷ فوت (۸۴ متر) است. این جزیره به افتخار ژاک نِکِر، وزیر دارایی لویی شانزدهم نامگذاری شده است.

## تاریخچه
تحقیقات زمین‌شناسی در اوایل قرن ۲۱ نشان می‌دهد که جزیره نِکِر حدود ۱۰ میلیون سال قدمت دارد. در حالی که در حال حاضر بلندترین ارتفاع آن تنها حدود ۸۴ متر (۲۷۷ فوت) بالاتر از سطح دریا است. ارتفاع آن در اوایل زمان شکل‌گیری خود به ۱٬۰۰۰ متر (۳٬۲۸۱ فوت) می‌رسیده و زمانی از نظر اندازه آن با جزیره اوآهو در دوران مدرن، قابل مقایسه بود.
به نظر می‌رسد مردم هاوایی چند صد سال پس از سکونت در جزایر اصلی هاوایی، شروع به بازدید از جزیره نِکِر نمودند. باستان شناسان بر این باورند که خاک ضعیف جزیره برای کشاورزی و وسعت کم و کمبود نسبی بارندگی آن، جزیره مذکور را غیرقابل سکونت نموده و مردم هاوایی از نیهوآ و سایر جزایر مجاور فقط برای عبادت در اماکن مذهبی و بدون ایجاد هیچ گونه سکونتگاه دائمی، از جزیره بازدید می‌کردند. به نظر می‌رسد که این بازدیدهای، چند صد سال قبل از تماس با اروپا به پایان رسیده باشد، و زمانی که اروپایی‌ها برای اولین بار در اواخر قرن هجدهم از هاوایی بازدید کردند، ظاهراً جزیره نِکِر برای بومیان هاوایی ناشناخته بود.